# 入八分公
入八分公（穆麟德轉寫：jakūn ubu de dosika gung），清朝宗室贵族的等级，自亲王以下、奉恩辅国公以上，共8个等级的贵族统称“入八分公”，与之相区别的，有“不入八分镇国公”、“不入八分辅国公”、镇国、辅国、奉国、奉恩将军等爵，统称“不入八分公”。外藩蒙古、回部和哈薩克王公也有类似等级。

## 含义
凡入八分公爵者，均有资格参预朝政，或谓享有八种特权。“八分”的说法有多种：
- 一说是册宝、家章、朱轮、紫缰、升阶、纳陛、角灯、尾枪[1]。

- 一说是宝石顶、团龙褂、开气袍、紫缰、朱轮、门钉、茶壶、家将[2]。

- 一说是宝石顶戴、双眼花翎、府邸、官属、团龙黼服、朝马、紫缰、豹尾枪[3]。

- 一说是和天命年间所立八「和硕贝勒」相关[3]，后金时代的八位和硕贝勒曾代表八旗议政。

## 宗室世爵
入八分者按照爵位由高至低依次是：
1. 和硕亲王
2. 世子（亲王继承人）
3. 多罗郡王
4. 长子（郡王继承人）
5. 多罗贝勒
6. 固山贝子
7. 奉恩镇国公
8. 奉恩辅国公

奉恩辅国公之前等称入八分公，与之后的不入八分镇国公、不入八分辅国公等爵位不同。冊封嫡子共二級，分別為世子（亲王嫡子）、與长子（郡王嫡子）。没有爵位的宗室成员统称为“闲散宗室”，可穿着四品武官官服。

## 世爵薪俸
入八分公爵俸禄：
1. 亲王岁俸银10000两，禄米10000斛；[註 1]
2. 世子岁俸银6000两，禄米6000斛；
3. 郡王岁俸银5000两，禄米5000斛；
4. 长子岁俸银3000两，禄米3000斛；
5. 贝勒岁俸银2500两，禄米2500斛；
6. 贝子岁俸银1300两，禄米1300斛；
7. 镇国公岁俸银700两，禄米700斛；
8. 辅国公岁俸银500两，禄米500斛；